# Össur
La Össur è una società islandese di bioingegneria, con sede a Reykjavík, specializzata nella progettazione e realizzazione di protesi tecnologicamente molto avanzate, applicate al miglioramento della deambulazione in soggetti amputati agli arti inferiori.
L'azienda si occupa in particolare dello sviluppo di protesi "intelligenti", capaci di adattarsi alle diverse situazioni ed esigenze di mobilità del soggetto grazie ad attuatori elettro-meccanici, sensori di posizione e microchip.
Le protesi in fibra di carbonio del corridore Oscar Pistorius sono realizzate dalla Össur. Össur lavora anche con un gruppo di una ventina di atleti amputati, sotto il nome Össur Team, attivi in varie discipline sportive.

## Storia
Össur è stata fondata in Islanda nel 1971 da Össur Kristinsson, un protesista. La sua famiglia era proprietaria dell'azienda fino al 1999, quando divenne pubblica e quotata alla borsa islandese. Inizialmente, la società serviva solo il mercato interno islandese, quindi ha iniziato ad esportare nel 1986. Nel 2017 impiega oltre 3.000 dipendenti in 25 sedi.
Nel 2006, la società è stata nominata "pioniera della tecnologia" dal Forum economico mondiale.

## Società

### Ricerca e sviluppo
Össur gestisce cinque dipartimenti di ricerca e sviluppo (R&S) in quattro paesi, con 76 dipendenti. La R&S interna collabora anche con terze parti, tra cui università e società di ricerca. Nel 2007, gli investimenti in ricerca e sviluppo sono stati pari al 6% delle vendite totali dell'azienda. Lo stesso anno, sono stati concessi a Össur 22 brevetti statunitensi e sono state presentate 37 nuove domande. Alla fine dell'anno, Össur aveva ottenuto nel suo portafoglio 218 brevetti internazionali, 26 europei e 103, insieme a 119 Stati Uniti e 239 in attesa di domande nel mondo.

### Prodotti
La società opera in tre mercati: controvento e supporto, terapia compressiva e protesi inclusa la tecnologia bionica. Produce una gamma di tutori e prodotti di supporto per braccia, gambe e busto. I prodotti includono Unloader One, un tutore che fornisce supporto meccanico per ridurre il dolore al ginocchio causato dall'osteoartrite. È progettato per separare le ossa quando i legamenti e la cartilagine sono danneggiati e per prevenire ulteriori danni all'articolazione.
L'azienda produce anche il CTi (precedentemente venduto come CTi2), un tutore per legamenti per le ginocchia utilizzato sia per la riabilitazione che per la prevenzione degli infortuni, nonché per i collari cervicali.
Össur è entrato nel segmento della terapia compressiva con l'acquisizione della società francese Gibaud. I prodotti includono bende, collant, calze, gambaletti e calze moncone.

### Protesico
Össur produce arti e articolazioni protesiche, fodere, prese, serrature e manicotti. I suoi prodotti includono Flex-Foot, un piede protesico in fibra di carbonio, un materiale utilizzato nell'industria aerospaziale per la sua forza e flessibilità. Il ghepardo Flex-Foot sviluppato dall'ingegnere medico Van Phillips e indossato da Alan Oliveira e altri atleti amputati è un derivato di questa linea di prodotti.
Össur produce anche la protesi Total Knee, che possiede un "momento di bloccaggio" che mantiene il ginocchio dal collasso quando è in piena estensione, Mauch Knee, che ha un sistema idraulico per un'andatura fluida e naturale, e le fodere protesiche in silicone Iceross, che forniscono un'interfaccia tra la pelle e la presa.
La piattaforma tecnologica bionica dell'azienda è progettata per ripristinare la funzione anatomica sostituita dall'amputazione utilizzando strutture intelligenti in prodotti in grado di rispondere in modo umano. I prodotti della divisione sono Rheo Knee, un sistema di oscillazione a microprocessore e sistema di posizionamento del ginocchio che utilizza l'intelligenza artificiale, Power Knee, che funziona come un'estensione integrata del suo utente, sincronizzando il movimento con quello della gamba del suono utilizzando la potenza del motore, e Proprio Foot, un intelligente e modulo piede motorizzato.
Össur ha sviluppato un arto bionico controllato usando sensori mioelettrici impiantati sviluppati dalla Alfred Mann Foundation. Un paziente ha usato l'arto per oltre un anno e ha riportato un'esperienza positiva. Ossur afferma che i sensori di controllo impiantabili costituiranno un aggiornamento tecnologico per le sue protesi fra tre o cinque anni.

## Team Össur
Il Team Össur è un gruppo di atleti internazionali e di icone dello sport.
Il loro talento e carisma, gli sforzi che affrontano per condurre una vita attiva e appagante,  svolgono un ruolo determinante nella sensibilizzazione dell'opinione pubblica e delle persone che hanno subito l'amputazione di un arto e una riduzione della mobilità.
Össur è lieta di riconoscere il loro lavoro, di sponsorizzarli e supportarli nella ricerca costante di una “Vita senza Limitazioni”. A livello locale, l'azienda è inoltre partner di numerosi grandi e piccole organizzazioni, contribuendo a sostenere l'industria, formare i medici e incoraggiare le persone a raggiungere il loro pieno potenziale.
Il Team Össur 2019-20 comprende atleti provenienti da tutto il mondo, tra cui:
America
- Mohamed Lahna, triatleta e ciclista su pista,
 USA
- Rudy Garcia-Tolson, nuotatore e triatleta,
 USA
- Sarah Reinertsen, triatleta,
 USA
- Femita Ayanbeku, velocista,
 USA
- Trenten Merrill, saltatore in lungo,
 USA
- Marissa Papaconstantinou, velocista,
 Canada

Europa
- Markus Rehm, saltatore in lungo,
 Germania
- Daniel Wagner Jörgensen, saltatore in lungo e snowboarder,
 Danimarca
- Helgi Sveinsson, giavellottista,
 Islanda
- Jody Cundy, ciclista su pista,
 Gran Bretagna
- Richard Whitehead, velocista e maratoneta,
 Gran Bretagna
- Stefanie Reid, velocista e saltatrice in lungo,
 Gran Bretagna
- Marlene van Gansewinkel, velocista e saltatrice in lungo,
 Paesi Bassi
- Fleur Jong, velocista,
 Paesi Bassi
- Marie-Amelie Le Fur, velocista e saltatrice in lungo,
 Francia
- Liisa Lilja, triatleta,
 Finlandia
- Beatrice Vio, scherma in carrozzina,
 Italia

Asia
- Itani Shunsuke, velocista,
 Giappone
- Maya Nakanishi, velocista e saltatrice in lungo,
 Giappone
- Liu Meng, giocatrice di ping-pong,
 Cina

Africa
- Ntando Mahlangu, velocista,
 Sudafrica